# Michel Rougerie
Michel Rougerie, född 21 april 1950, död 31 maj 1981, var en fransk roadracingförare. Han var aktiv i Grand Prix från 1972 fram till sin död 1981. Hans bästa säsong var Roadracing-VM 1975 då han vann Finlands Grand Prix och Tjeckoslovakiens Grand Prix i 250cc-klassen och slutade tvåa i VM efter sin stallkamrat för Harley Davidson, herr Walter Villa. Rougerie vann även Spaniens Grand Prix 1977 i 350cc-klassen. Han förolyckades under Jugoslaviens Grand prix 1981.